# The Rolling Girls
The Rolling Girls (japonsky ローリング☆ガールズ, Róringu Gáruzu) je dvanáctidílný japonský animovaný seriál, který v roce 2015 vyrobilo Wit Studio. K seriálu byly vytvořeny dvě přídatné mangy, které vycházejí od roku 2014 v nakladatelství Meg Garden.